# 阿齐兹·伊本·乌瓦克
阿齐兹·伊本·乌瓦克（—1079年）是11世纪土库曼雇佣兵首领，曾于1071年从法蒂玛王朝手中夺取了包括耶路撒冷在内的巴勒斯坦地区和叙利亚南部地区。1079年，他被突突什一世击败并囚禁，后被处死。